# Partito Democratico (Cipro)
Il Partito Democratico (in greco: Δημοκρατικό Κόμμα - DIKO) è un partito politico cipriota centrista fondato nel 1976.

## Storia

### Dal 1976 al 1990
Alle politiche dello stesso anno il DIKO si presentò in una lista comune con i comunisti dell'Akel ed il socialdemocratici del KISOS. La lista unitaria raccolse il 71% dei voti ed elesse 34 seggi su 35, escludendo così dal parlamento i cristiano-conservatori del DISY, che avevano comunque ottenuto il 27% dei voti. L'anno successivo, il 1977, risultò particolarmente propizio per i democratici, che riuscirono a far eleggere Spyros Kyprianou Presidente di Cipro. Alle politiche del 1981 il partito si presentò autonomamente conquistando il 19,5% dei consensi ed eleggendo 9 seggi. Alle elezioni presidenziali del 1983, il Diko riuscì a far rieleggere, senza alcuna difficoltà, Kyprianou Presidente. Le elezioni del 1985 videro un forte incremento di voti per il DIKO, che conquistò il 27,7% dei voti. I democratici elessero, infatti, 16 seggi su 56.

### Dal 1991 ad oggi
Alle politiche del 1991 i democratici ritornarono di poco al di sopra del 19%, eleggendo 11 seggi. Alle elezioni del 1996 e del 2001, il DIKO scese ulteriormente al 16,4 ed al 14,8% (10 e 9 seggi). Le politiche del 2006 hanno visto il partito salire al 17,9%, eleggendo, così, 11 seggi. Alle elezioni presidenziali del 2003, il Diko, con il sostegno di comunisti e socialdemocratici, ha ottenuto la vittoria del proprio candidato Tassos Papadopoulos, che ha formato un governo insieme all'Akel e al Kisos.

## Presidenti / Leader
- Nikolas Papadopoulos (2013 - in carica)
- Marios Garoyian (2006 - 2013)
- Tassos Papadopoulos (2000 - 2006)
- Spyros Kyprianou (1976 - 2000)

## Risultati elettorali
| Elezione          | Voti   | %     | Seggi   |
| ----------------- | ------ | ----- | ------- |
| Parlamentari 2001 | 60.986 |       | 9 / 59  |
| Europee 2004      | 57.121 |       | 1 / 6   |
| Parlamentari 2006 | 75.458 |       | 11 / 56 |
| Europee 2009      | 37.625 |       | 1 / 6   |
| Parlamentari 2011 | 63.763 |       | 9 / 56  |
| Europee 2014      | 28.044 |       | 1 / 6   |
| Parlamentari 2016 | 50.923 |       | 9 / 56  |
| Europee 2019      | 38.756 | 13,80 | 1 / 6   |
| Parlamentari 2021 | 40.395 | 11,29 | 9 / 56  |

| Elezione           | Elezione | Candidato            | Voti    | %     | Esito                |
| ------------------ | -------- | -------------------- | ------- | ----- | -------------------- |
| Presidenziali 2008 | I turno  | Tassos Papadopoulos  | 143.249 | 31,79 | ❌ Non eletta/o (3º) |
| Presidenziali 2018 | I turno  | Nikolas Papadopoulos | 99.508  | 25,74 | ❌ Non eletta/o (3º) |